# Труфановка (Московская область)
Труфановка — деревня в Одинцовском районе Московской области России, входит в городское поселение Кубинка.

## История
По некоторым данным первое упоминание этой деревни происходит ещё во времена царствования Ивана Грозного, когда писцовая книга 1558 года упоминает деревню Труфаново.
В «Указателе селений и жителей уездов Московской губернии» за 1852 год отмечено что Труфановка является деревней 1-го стана. Принадлежала надворному советнику Андрееву Ивану Петровичу и на 15 дворов приходилось крестьян 53 души мужского пола и 60 женского. Находилась она в 75 верстах от столицы и в 28 от уездного города (то есть от Вереи).
После отмены крепостного права была проведена другая перепись, и уже по сведениям «Списка населенных мест» 1862 года деревня Труфановка, располагающаяся по левую сторону Можайского тракта, из Можайска в Москву, имеет 29 дворов, число жителей мужского пола составило 60 человек, женского пола — 74 человека.
Перепись 1890 года зафиксировала здесь 49 постоянных жителей, а также отмечается что при деревне находится усадьба зубного врача Николая Александровича Гульшина.
По материалам всесоюзной переписи 1926 года, Труфановка находится в Можайском уезде и относится к Ляховскому сельскому совету Шелковской волости. В деревне насчитывается 31 хозяйство и 136 человек (65 мужчин и 71 женщина).
Перепись населения СССР 1989 года застает в Труфановке 13 хозяйств и 14 постоянных жителей.
По состоянию на 2006 год в Труфановке постоянно проживает 11 человек.

## Транспорт
- Действует автобусный маршрут № 62 от близлежащей станции железнодорожной Тучково. Маршрут Тучково — Труфановка обслуживает Рузское ПАТП (ГУП МО «Мострансавто»)[4].
- Железнодорожный транспорт: в 2,5 км к северу от деревни — платформа «Театральная» Смоленского направления МЖД (Белорусского вокзала).